# Škoda 14Tr
Škoda 14Tr — троллейбус, который выпускался с 1980 года чехословацким предприятием Škoda Ostrov.

## История
С 1980 года чехословацкое предприятие Škoda Ostrov запустило в серию свою новую разработку, Škoda 14Tr. Разработка модели велась ещё в начале 1970-х годов, позже были проведены испытания. При этом пара машин модели 14Tr0 (одна из первых модификаций Škoda 14Tr) поступила на испытание в Киев в 1981 году. Машины получили номера 001 и 002. Одна из машин имела РКСУ (реостатно-контакторную систему управления), вторую укомплектовали ТИСУ (тиристорно-импульсной системой управления). ТИСУ в конце 1970-х была сама по себе нововведением. Отличие от РКСУ заключалось в том, что вместо пуско-тормозного реостата, управляемого при помощи вращающегося вала с кулачковыми контактами, электродвигателем управлял блок тиристоров. Работой тиристоров управлял электронный блок (управляющий регулятор), поэтому машина трогалась плавнее. ТИСУ дала возможность рекуперации — возвращение части электроэнергии, потребленной троллейбусом, обратно в контактную сеть, что позволило снизить затраты на эксплуатацию.

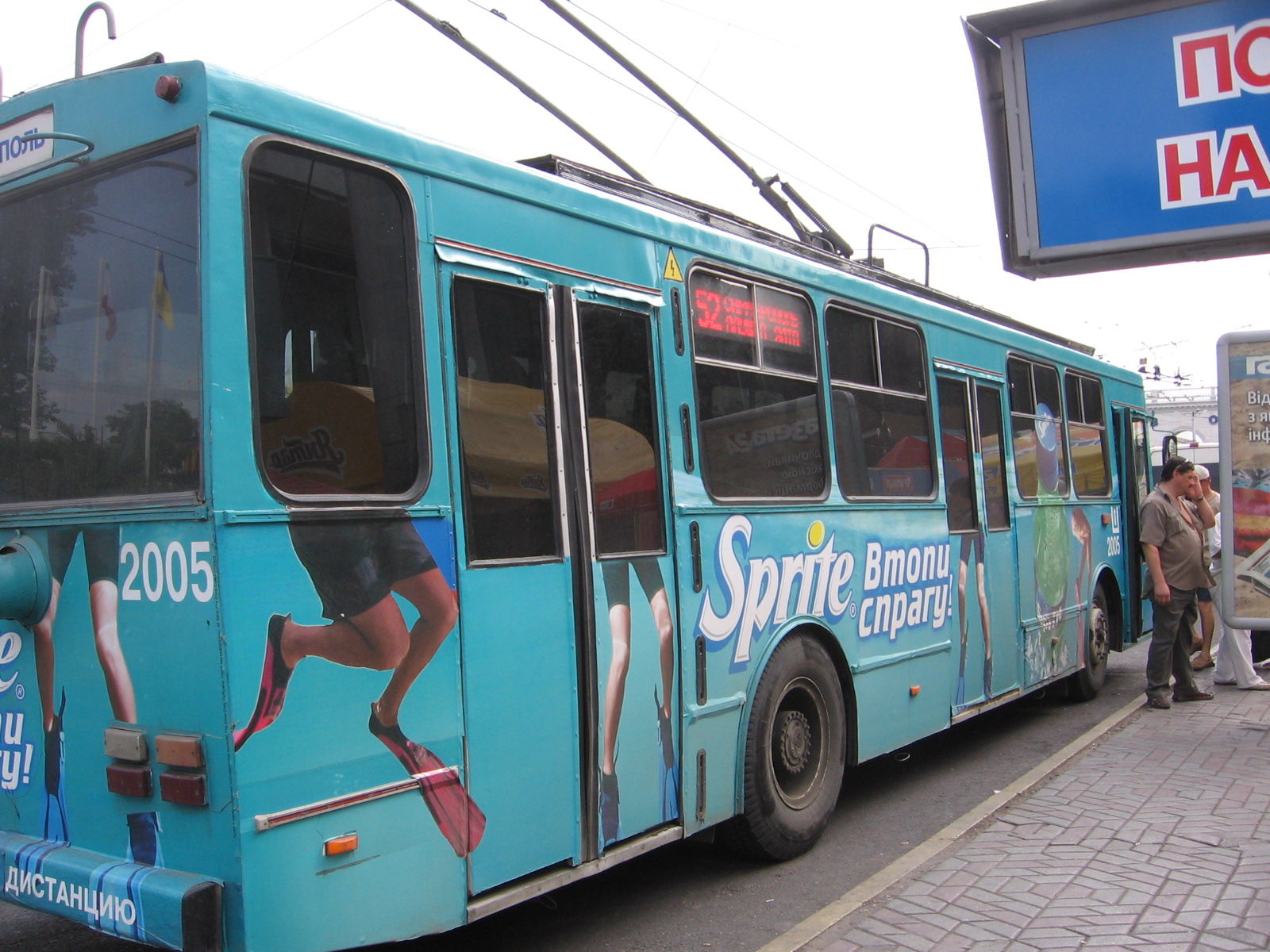
Крымский троллейбус: Škoda 14Tr 52-го междугороднего маршрута в Симферополе

Обе Škoda 14Tr0 после испытаний в Киеве отправились в Крым, для работы на междугородной троллейбусной трассе. 001 перебили в 7800, который работал в Алуштинском троллейбусном депо до 1995 года, пока не сгорел. 002 был перебит в 1800 — работал в Симферопольском депо, а потом в 1018 — остается там же, но в режиме учебного. Прототип списан в 2009 году и будет разделан на металл.
За время выпуска Škoda 14Tr, эта модель претерпела множество модификаций и видоизменений. В основном модификации отличались незначительно: отсутствие или наличие металлических молдингов на бортах, утолщений между окнами и крайними дверями, утолщением между водительским левым окном и следующим за ним, лобовым и задним стеклами (они могли быть сплошными), электрооборудованием на крыше, и др. Была выпущена партия из 40 двухдверных машин Škoda 14Tr04, специальная партия для Киева (25 машин) и Тбилиси (15 машин). Из них в 2010-е гг. в Киеве эксплуатируются три машины: 315, 332 и 336. Все три прошли капитально-восстановительный ремонт, 315 и 332 проходили КВР на КЗЭТе (Киевском заводе электротранспорта), а 336 — на одной из киевских станций технического обслуживания, принадлежащей КП «Киевпасстранс». 315 находится в первом троллейбусном депо Киева, выполняет роль техпомощи, 332 и 336 продолжали эксплуатироваться в столице Украины, перевозя пассажиров на маршрутах троллейбусного депо № 3 (маршруты № 3, 8, 9, 17, 19, 21, 22, 27, 27к, 40). С 2007 года 336 — служебный (развозка), а 332 с мая 2008 года — техпомощь в ТРЭД-3 г. Киева.
Троллейбус Škoda 14TrM в 1996 году собирался также на Вологодском механическом заводе.

## Общая характеристика
Троллейбус Škoda 14Tr, во всяком случае на просторах бывшего СССР, стал преемником Škoda 9Tr (модели 10Tr и 13Tr остались в проектах, 11Tr была выпущена лишь в единичных экземплярах, а Škoda 12Tr назывался троллейбусный поезд из двух Škoda 9Tr).
Внешне троллейбус Škoda 14Tr разительно отличается от Škoda 9Tr. В первую очередь следует отметить изменившийся кузов — он стал более угловатым (по автомобильному дизайну тех лет), чуть длиннее, выше и вместительнее. Были применены двустворчатые пневматические двери планетарного типа (вместо ширмовых у 9Tr), эллипсовидные фары головного света (обеспечивающие хорошую освещенность дороги в темное время суток (в СССР, во многих троллейбусных хозяйствах, за неимением запчастей и запасных фар, вместо пострадавших «эллипсовидок», устанавливались круглые фары, либо типа ФГ, либо с автобусов «Икарус», зачастую так же сдвоенные). В салоне установлены достаточно удобные полумягкие сиденья, применявшиеся ранее в 9Tr (обновятся они только в более поздних модификациях, например, Škoda 14TrМ). Окна (все или часть из них), были оборудованы большими, почти в половину размера форточками, что обеспечивало достаточную вентиляцию салона в жаркое время года. Для этой же цели, кроме того, были предусмотрены потолочные люки, а также дополнительно, небольшие лючки со встроенными вентиляторами, при необходимости обеспечивающие принудительную вентиляцию.
Изменилось тяговое и вспомогательное электрооборудование, где были применены: ТИСУ, обеспечивавшая комфорт и плавность при трогании с места или торможении и исключавшая ударные нагрузки на тяговую передачу; импульсный статический преобразователь собственных нужд 600/24V, позволявший снизить уровень шума троллейбуса, находящегося без движения.
В шасси троллейбуса Škoda 14Tr (по сравнению с 9 Tr) были применены: передний трубчатый мост, задний ведущий мост RABA; цельнодисковые колеса; гидравлический усилитель руля (у 9Tr — пневматический); полностью пневматическая подвеска передней и задней оси, включающая трехсекционные баллонные упругие пневмоэлементы («сильфоны»), гидравлические амортизаторы, длинноходовые пятиштанговые направляющие устройства (реактивные тяги), что обеспечивало достаточно мягкий ход на не особо качественных дорогах; пружинные энергоаккумуляторы пневматических тормозных камер.
Троллейбус Škoda 14Tr имел три независимые системы тормозов: служебный электродинамический, экстренный пневматический, вспомогательный стояночный, что улучшало эксплуатационную безопасность.

## Эксплуатация

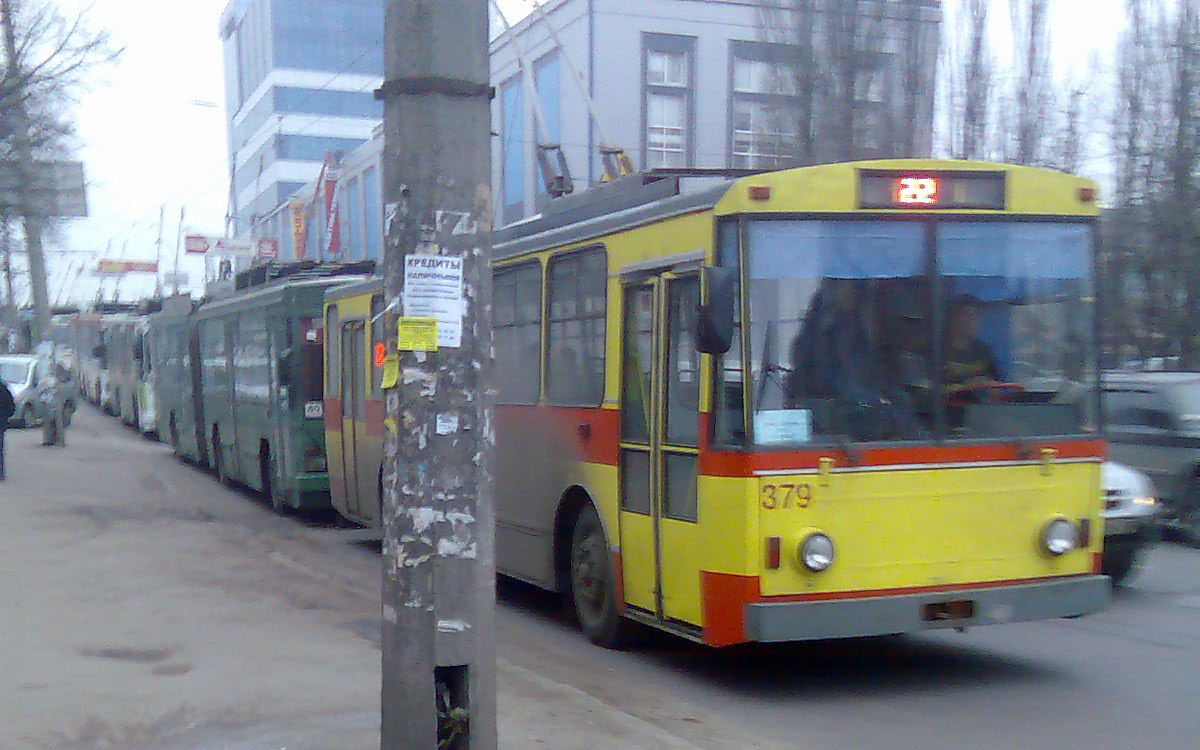
Škoda 14Tr в Киеве

Позже на базе модели 14Tr была изготовлена модель Škoda 15Tr, шарнирно-сочленённый троллейбус, который, в своё время, завоевал звание лучшего в мире.
Всего было изготовлено 3888 троллейбусов этой марки, самое большое количество машин досталась Киеву — 354 (больше не получал ни один город в мире). Столица отдавала предпочтение троллейбусам советского производства, а в самой Чехословакии не было крупных троллейбусных систем. На Украине, кроме Киева, Škoda 14Tr можно найти во Львове, Ивано-Франковске, Тернополе, Ровно, Луганске, Черновцах, Одессе, Житомире, Николаеве, Харькове, Херсоне и Запорожье.
Škoda 14Tr высоко ценится за надёжность и неприхотливость в работе, однако, большинство троллейбусов в бывшем СССР находится в плачевном состоянии. Тем не менее, многие троллейбусы этой марки работают на маршрутах в Восточной Европе, на территории Украины, в Прибалтике, Армении, России и Казахстане. В настоящее время троллейбус можно увидеть в городах: Ялта, Ростов-на-Дону, Ереван, Великий Новгород, Вологда, Вильнюс, и других.
Кроме того, троллейбусы Škoda 14Tr поставлялись в США, где они работали в Дейтоне (модификация Škoda 14TrE) и в Сан-Франциско (модификация Škoda 14TrSF), «SF» означает: San-Francisco - (Сан-Франциско).

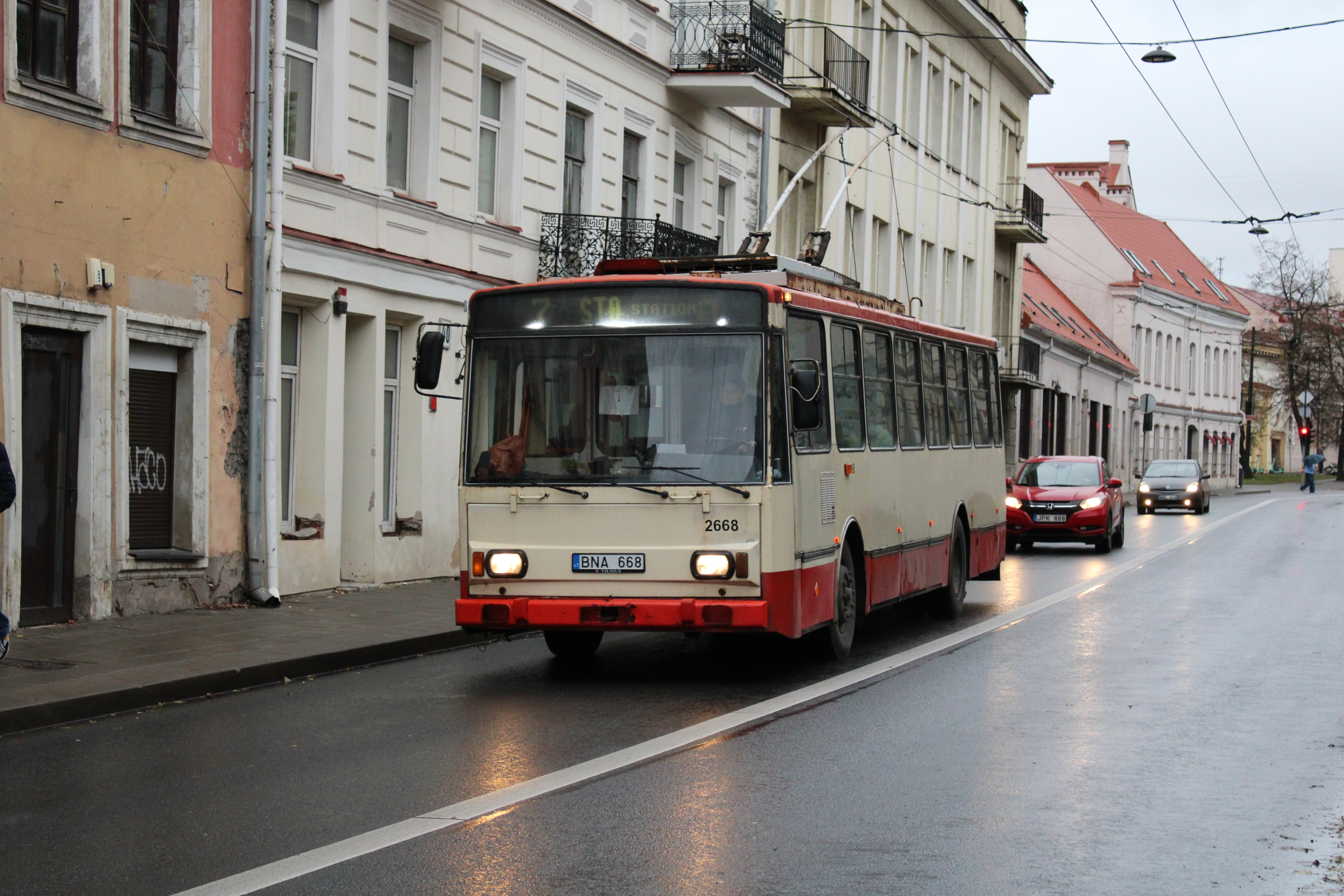
Škoda 14Tr в Вильнюсе

Троллейбусы этой модели поставлялись во многие города бывшего СССР.